# Ksenija Lewkowska
Ksenija Lewkowska (ukrainisch Ксенія Юріївна Левковська, engl. Transkription Kseniya Levkovska o. a. Kseniia Levkovska) (* 13. Oktober 1989 in Nowosibirsk) ist eine ukrainische Triathletin.

## Werdegang
Lewkowska ist Trägerin des Titels Meister des Sports (мастер спорта) und wurde Fünfte bei der ukrainischen Staatsmeisterschaft 2010 (Elite-Klasse).
Bei den Ukrainischen Sommerspielen 2010 in Schytomyr wurde Lewkowska Dritte (U23) hinter Julija Jelistratowa und Wiktorija Katschan.
Bei der ukrainischen Polizeimeisterschaft 2010 wurde Lewkoska ebenfalls Dritte. Bei der Polizei-Europameisterschaft 2010 in Kitzbühel wurde Lewkowska, die nach dem Schwimmbewerb noch mit Bestzeit geführt hatte, jedoch später wegen einer Rundenauslassung disqualifiziert.
In der Ukraine vertrat sie den Verein ihrer Heimatstadt Spartak (Спартак). Von 2008 bis 2010 nahm Lewkowska an fünf ITU-Wettkämpfen teil und ihr Name schien in der ITU-Liste der möglichen Olympiateilnehmer für London 2012 auf (Women Olympic Ranking London 2012).
Sie war Ersatzmitglied der ukrainischen Nationalmannschaft.
Seit 2012 startet Ksenija Lewkowska für Aserbaidschan. Sie lebt heute in der Ukraine in Kremenchyk.

## Sportliche Erfolge
| Datum/Jahr    | Rang | Wettbewerb                                           | Austragungsort | Zeit     | Bemerkung                                           |
| ------------- | ---- | ---------------------------------------------------- | -------------- | -------- | --------------------------------------------------- |
| 15. März 2020 | 3    | ATU Triathlon African Cup                            | Shandrani      | 02:03:47 |                                                     |
| 10. Juli 2016 | 3    | ETU Sprint Triathlon European Cup                    | Tartu          | 01:02:07 |                                                     |
| 26. Juni 2016 | 25   | ETU Sprint Distance Triathlon European Championships | Châteauroux    | 01:02:55 | Europameisterschaft auf der Sprintdistanz           |
| 28. Mai 2016  | 17   | ETU Triathlon European Championships                 | Lissabon       | 02:06:49 | Europameisterschaft auf der olympischen Kurzdistanz |
| 26. Juni 2011 | 3    | ITU Triathlon Asian Cup                              | Kökschetau     | 02:07:38 |                                                     |

(DNF – Did Not Finish)